# Obârșia (okręg Aluta)
Obârșia – wieś w Rumunii, w okręgu Aluta, w gminie Obârșia. W 2011 roku liczyła 808 mieszkańców.